# Чачия, Александр Александрович
Александр Александрович Чачия (род. 1 августа 1958 года, Очамчира, Грузинская ССР, СССР) — советский и грузинский политолог, политический и общественный деятель, руководитель Центра проблем глобализации, доктор политических наук, профессор.

## Биография
В 1981 году окончил философский факультет МГУ им. М.В.Ломоносова. В 1982—1991 годах работал на руководящих должностях в Министерстве высшего и среднего специального образования Грузинской ССР и Министерстве народного образования Грузии. С 1991 года в качестве независимого политолога занимается исследованием политических процессов, научной работой. Кандидат философских наук, доктор политических наук, профессор, академик Российской Академии социальных наук, вице-президент Академии социальных и национальных отношений Грузии.
В 1995 году на президентских выборах возглавлял предвыборный штаб Джумбера Патиашвили — основного соперника Эдуарда Шеварднадзе.
В 2001—2003 годах был сопредседателем политического объединения «Эртоба» («Единство»). Председатель народного движения «Самегрело» («Мегрелия»), руководитель Центра проблем глобализации. Издатель журнала «Историческое наследие», газет «Илори» и «Грузия и мир».

## Награды
- Орден Почёта (13 февраля 2014 года, Россия) — за большой вклад в укрепление дружбы и сотрудничества с Российской Федерацией, развитие научных и культурных связей[1][2].
- Орден Дружбы (25 июля 2008 года, Россия)[3].